# Adrogueria de Cal Viladot
L'Adrogueria de Cal Viladot va ser una drogueria de Solsona. Estava ubicada a la plaça Major en cantonada amb el carrer Llobera. Es té constància de l'existència d'una adrogueria en aquest espai des del segle xvii, quan el 1699 el metge Joan de Miquel va vendre la casa i la botiga a l'adroguer Joan Viladot (1647-1758). Una filla d'aquest, Magdalena Viladot, es casaria amb l'escultor Carles Morató i Brugaroles. Una altra filla es va casar amb el també escultor Jaume Soler i Marçal i a partir d'aquí els successius hereus portarien el cognom Soler. Tanmateix, l'adrogueria mantindria el nom de Cal Viladot fins que el darrer adroguer, Nicolau Soler (1841-1913), va tancar l'establiment a les darreries de la dècada del 1900.